# 비밀의 아이프리

비밀의 아이프리(일본어: ひみつのアイプリ)는 타카라토미와 신소피아의 공동으로 2024년 4월 4일부터 출시한 아케이드 게임이다. TV 애니메이션은 2024년 4월 7일부터 방영중이다.

## 스토리
사립 파라다이스 학원 중등부 1학년의 아오조라 히마리는 여자 기숙사에서 발견한 아이프리 블레스를 장착한 것에 의해 「비밀의 문」을 통과해 아이돌 프린세스, 줄여서 아이프리가 되어 버렸다. 아이프리 데뷔한 것을 「비밀」로서 숨기지 않으면 안 되게 되어 버린 비밀이지만, 소꿉친구로 룸메이트 호시카와 미츠키도 뭔가 비밀로 말할 수 없는 「비밀」을 안고 있는 것 같다.
이렇게 해서, 2명의 「비밀」을 안고 있는 학교 생활과 아이프리에서의 활동의 나날이 시작되었다.

## 주제가

### 오프닝 [1기]
파트 1 (전력 소녀 혁명!)
작사 - Aira(Dream Monster) / 작곡 / 편곡
노래 - P마루사마
파트 2  (일직선 대작전!)
작사 - 나가사와 치아키 / 작곡 - 나가노 코오리 / 편곡 - TomoLow, RyoIto
노래 - P마루사마

### 엔딩 [1기]
파트 1 ( 비밀이지만)
작사 / 작곡 / 편곡 - 모리 이즈미
노래 -  후지데라 미노리,  히라츠카 사에
파트 2 (아이프리버스 인!)
작사 - 시노자키 아야토 / 작곡 - 타치바나 료스케 / 편곡
노래 - 후지데라 미노리,  히라츠카 사에

### 오프닝 [2기]
파트 1 (Ring Ring Ring feat. 히마리)
작사 / 작곡 / 편곡
노래 - 후지데라 미노리

### 엔딩 [2기]
파트 1 (비밀의 후후후)
작사 / 작곡 / 편곡
노래 - 초 도키메키 센덴부

## 등장인물

### 교사와 교직원
오스가 빅토리아(일본어: 大須賀ヴィクトリア) (빅토리아)
성우 - 이시가미 시즈카 (민아)

사라시나 쇼우마(일본어: 更科翔馬) (서진)
성우 - 유사 코지 (정의한)

마츠오카 넷파(일본어: 松岡ねっぱ)
성우 - 스즈키 료타

노노세 패트리샤(일본어: 野々瀬パトリシア)
성우 - 야스노 키요노

### 아이돌 중등부
아오조라 히마리(일본어: 青空ひまり) (소라)
성우 - 후지데라 미노리 (김채린)

호시카와 미츠키(일본어: 星川みつき) (초아)
성우 - 히라츠카 사에 (박시윤)

스즈카제 츠무기(일본어: 鈴風つむぎ) (리리아)
성우 - 쿠보 유리카 (이세레나)

마미야 치이(일본어: 真実夜チィ) (치이)
성우 - 타이치 요우 (손선영)

### 아이돌 고등부
이치죠지 사쿠라(일본어: 条寺サクラ) (세빈)
성우 - 히비 유리코 (김예림)

니카이도 타마키(일본어: 二階堂タマキ) (태리)
성우 - 스즈키 안나 (허예은)

미츠바 아이리(일본어: 三ツ葉アイリ) (아이리)
성우 - 토쿠이 소라 (이은조)

시노미야 린린(일본어: 四之宮リンリン) (링링)
성우 - 와타다 미사키 (민아)

### 매니저
아카이 메가네(일본어: 赤井めが姉ぇ)
성우 - 이토 카나에

### 방송 요정
MC 아이무(일본어: MCアイムゥ) (MC 아이무우)
성우 - 모리쿠보 쇼타로 (박준원)

### 어둠의 아이돌
다크 마미야 치이†(일본어: ダーク真実夜チィ)

다크 이치죠지 사쿠라†(일본어: ダーク一条寺サクラ)

다크 니카이도 타마키†(일본어: ダーク二階堂タマキ)

다크 미츠바 아이리†(일본어: ダーク三ツ葉アイリ)

다크 시노미야 린린†(일본어: ダーク四之宮リンリン)

### 또 다른 아이돌
이가라시 쥬리아(일본어: 五い十が嵐らしじゅりあ)
성우 - 츠치야 리오

로쿠도 에루(일본어: 六ろく堂どうえる)
성우 - 카와구치 리나

하치오지 비비(일본어: 八はち王おう子じビビ)
성우 - 테라사와 모모카

나나우라 오토메(일본어: 七なな浦うらおとめ)
성우 - 오오모리 키라라

### 한 가족의 아이돌
나나우라 스바루(일본어: 七なな浦うらすばる)
성우 - 코바야시 타츠유키

## 제작진
한국판
- 수입, 배급 - 동우A&E

## 회차 목록

### 1기
| 화수             | 제목                                                    | 방송일           |
| ---------------- | ------------------------------------------------------- | ---------------- |
| 제01화           | ひまりのアイプリデビュー! 히마리의 아이프리 데뷔!       | 2024년 4월 7일   |
| 제02화           | みつきのひみつの約束 미츠키의 비밀의 약속               | 2024년 4월 14일  |
| 제03화           | 生徒会のヒミツのレッスン 학생회의 비밀의 레슨           | 2024년 4월 21일  |
| 제04화           | ドキドキ!初めての参観日 두근두근! 첫 참관일             | 2024년 4월 28일  |
| 제05화           | ピカピカ☆おそうじ対決 반짝반짝☆청소 대결                | 2024년 5월 5일   |
| 제06화           | 挑戦!アイプリグランプリ 도전! 아이프리 그랑프리         | 2024년 5월 12일  |
| 제07화           | ヴィクトリアのひみつ 빅토리아의 비밀                    | 2024년 5월 19일  |
| 제08화           | クラスメイトのひみつ 반 친구의 비밀                     | 2024년 5월 26일  |
| 제09화           | 結成!アイプリ探偵団 결성! 아이프리 탐정단               | 2024년 6월 2일   |
| 제10화           | みつきのライバル登場! 미츠키의 라이벌 등장!             | 2024년 6월 9일   |
| 제11화           | ねこねこ!ひみつの大捜索 고양이 고양이! 비밀의 대수색    | 2024년 6월 16일  |
| 제12화           | アイプリバースのひみつ 아이프리버스의 비밀              | 2024년 6월 23일  |
| 제13화           | 情熱のグランプリコーデ 정열의 그랑프리 코디             | 2024년 6월 30일  |
| 제14화           | とどけ!ひみつのライブ 배달! 비밀의 라이브               | 2024년 7월 7일   |
| 제15화           | めざせ!グランプリ優勝 목표! 그랑프리 우승               | 2024년 7월 14일  |
| 제16화           | ひまりとみつきとつむぎ 히마리와 미츠키와 츠무기         | 2024년 7월 21일  |
| 제17화           | アイスマイリンのひみつ 아이스마일린의 비밀              | 2024년 7월 28일  |
| 제18화           | ひまりの卒業試験 히마리의 졸업 시험                     | 2024년 8월 4일   |
| 제19화           | さがせ！人魚の星くず 찾아라! 인어의 별조각              | 2024년 8월 11일  |
| 제20화           | ㅈまりのひみつ 히마리의 비밀                            | 2024년 8월 18일  |
| 제21화           | ひみつの無人島 비밀의 무인도                            | 2024년 8월 25일  |
| 제22화           | はしれ！あの子の初恋 달려라! 그 아이의 첫사랑           | 2024년 9월 1일   |
| 제23화           | 秋のカワイイコレクション 가을의 귀여움 콜렉션           | 2024년 9월 8일   |
| 제24화           | グランプリコーデのひみつ 그랑프리 코디의 비밀           | 2024년 9월 15일  |
| 제25화           | 生徒会誕生のひみつ 학생회 탄생의 비밀                   | 2024년 9월 22일  |
| 제26화           | We are カルテットスター！ We are 콰르텟 스타!           | 2024년 9월 29일  |
| 제27화           | ひみつのオシャレ魔女 비밀의 멋쟁이 마녀                 | 2024년 10월 6일  |
| 제28화           | ふわふわ♪お仕事体験 푹신푹신♪직업 체험                  | 2024년 10월 13일 |
| 제29화           | おにいちゃんこうかん 오빠 교환                          | 2024년 10월 20일 |
| 제30화           | ミラクル!?ハロウィン 미라클!? 할로윈                    | 2024년 10월 27일 |
| 제31화           | やくそくの一番星 약속의 일등성                          | 2024년 11월 3일  |
| 제32화           | アイムゥとおにごっこ 아이무와 숨바꼭질                  | 2024년 11월 10일 |
| 제33화           | 波乱のアイプリグランプリ 파란의 아이프리 그랑프리       | 2024년 11월 17일 |
| 제34화           | ヒカリノコトバ 빛이 하는 말                             | 2024년 11월 24일 |
| 제35화           | 鈴風つむぎのひみつ 스즈카제 츠무기의 비밀               | 2024년 12월 1일  |
| 제36화           | ひみつのプリうさ 비밀의 프리우사                        | 2024년 12월 8일  |
| 제37화           | とびばこ、とべるかな？ 뜀틀, 할 수 있을까?              | 2024년 12월 15일 |
| 제38화           | みつきのホワイトクリスマス 미츠키의 화이트 크리스마스   | 2024년 12월 22일 |
| 제39화           | ひまり、あらたなステップ！ 히마리, 새로운 스텝!         | 2025년 1월 5일   |
| 제40화           | 闇夜の一番星 어두운 밤의 일등별                         | 2025년 1월 12일  |
| 제41화           | 最強のダークスター 최강의 다크 스타                     | 2025년 1월 19일  |
| 제42화           | アイプリバースをとりもどせ 아이프리버스를 되찾아라      | 2025년 1월 26일  |
| 제43화           | ダークカルテットスター 다크 콰르텟 스타                 | 2025년 2월 2일   |
| 제44화           | バレンタインとプリうさ姫 발렌타인과 프리우사 공주       | 2025년 2월 9일   |
| 제45화           | つむぎちゃんを救え! 츠무기를 구해라!                    | 2025년 2월 16일  |
| 제46화           | 響く、つむぎの想い 울려 퍼져라, 츠무기의 마음           | 2025년 2월 23일  |
| 제47화           | つむぎに届け、みんなの歌 츠무기에게 닿기를, 모두의 노래 | 2025년 3월 2일   |
| 제48화           | ひみつのプリンセス 비밀의 프린세스                      | 2025년 3월 9일   |
| 제49화           | ファイナルグランプリ開幕 파이널 그랑프리 개막           | 2025년 3월 16일  |
| 제50화           | わたしたちのグランプリ 우리들의 그랑프리                | 2025년 3월 23일  |
| 제51화[마지막회] | キラキラのスターアイプリ 반짝반짝의 스타 아이프리       | 2025년 3월 30일  |

### 2기
| 화수   | 제목                                                         | 방송일          |
| ------ | ------------------------------------------------------------ | --------------- |
| 제01화 | ときめき☆あたらしい出会い 두근거림☆새로운 만남               | 2025년 4월 6일  |
| 제02화 | じゅりあのひみつ 쥬리아의 비밀                               | 2025년 4월 13일 |
| 제03화 | えるのひみつ 에루의 비밀                                     | 2025년 4월 20일 |
| 제04화 | 対決！クリーニングマッチ 대결! 클리닝 매치                   | 2025년 4월 27일 |
| 제05화 | ひみつのアイプリコンテスト 비밀의 아이프리 콘테스트          | 2025년 5월 4일  |
| 제06화 | 雨上がりのふたり 비가 그친 뒤의 두 사람                      | 2025년 5월 11일 |
| 제07화 | アイプリコンテスト開幕！ 아이프리 콘테스트 개막!             | 2025년 5월 18일 |
| 제08화 | リング姫、登場 링 공주, 등장                                 | 2025년 5월 25일 |
| 제09화 | うわさの転校生 소문난 전학생                                 | 2025년 6월 1일  |
| 제10화 | たったひとつのひみつ 단 하나의 비밀                          | 2025년 6월 8일  |
| 제11화 | おとめのプロデュース 오토메의 프로듀스                       | 2025년 6월 15일 |
| 제12화 | とベ! ジャンピンロケット 날아라! 점핑 로켓                   | 2025년 6월 22일 |
| 제13화 | マイメロデイとクロミが やってきた 마이멜로디와 쿠로미가 왔다 | 2025년 6월 29일 |
| 제14화 | おともだちのえがお 친구의 웃는 얼굴                          | 2025년 7월 6일  |
| 제15화 | アイムゥ大集合! 아이무우 총집합!                             | 2025년 7월 13일 |
| 제16화 | 第2回アイプリコンテスト 제2회 아이프리 콘테스트              | 2025년 7월 20일 |
| 제17화 | みつきと夏のはじまり 미츠키와 여름의 시작                    | 2025년 7월 27일 |
| 제18화 | おいチイかき氷はいかが? 맛있치이한 빙수는 어떤가요?          | 2025년 8월 3일  |
| 제19화 | つむぎとサマーフェス 츠무기와 썸머 패스                      | 2025년 8월 10일 |
| 제20화 | ビビはチィの一番弟子 비비는 치이의 수제자                    | 2025년 8월 17일 |
| 제21화 | 真剣勝負! ビビ VS チィ 진검승부! 비비 VS 치이                | 2025년 8월 24일 |

## 회차 목록[더빙판]
| 화수   | 제목[더빙판]          | 방송일[대한민국](재능티비) |
| ------ | --------------------- | -------------------------- |
| 제01화 | 소라의 아이프리 데뷔! | 2025년 8월 8일             |
| 제02화 | 초아와 비밀의 약속    | 2025년 8월 15일            |
| 제03화 | 학생회와 비밀의 레슨  | 2025년 8월 22일            |
| 제04화 |                       | 2025년 8월 29일            |